# Xã Caldwell, Quận Appanoose, Iowa
Xã Caldwell (tiếng Anh: Caldwell Township) là một xã thuộc quận Appanoose, tiểu bang Iowa, Hoa Kỳ. Năm 2010, dân số của xã này là 425 người.